# Олне сир Итон
Олне сир Итон (фр. Aulnay-sur-Iton) насеље је и општина у северној Француској у региону Горња Нормандија, у департману Ер која припада префектури Евре.
По подацима из 2011. године у општини је живело 741 становника, а густина насељености је износила 484,31 становника/km². Општина се простире на површини од 1,53 km². Налази се на средњој надморској висини од 81 метар (максималној 130 m, а минималној 76 m).

## Демографија
| 1962. | 1968. | 1975. | 1982. | 1990. | 1999. | 2011. |
| ----- | ----- | ----- | ----- | ----- | ----- | ----- |
| 384   | 425   | 482   | 529   | 544   | 590   | 741   |

График промене броја становника у току последњих година